# Албока
Албока је дрвени дувачки инструмент са једноструким језичаком који се састоји од једне трске, две мелодијске цеви малог пречника са рупама за прсте и звона традиционално направљеног од животињског рога. На баскијском језику, албока се зове albokari. Обично се користи за пратњу тамбурашке групе.

## Историја
Албока је пореклом из Баскије, слични инструменти са једном лулом су заступљени широм Шпаније, у Мадриду (gaita serrana), Астурији (turullu), Кастиљи и Андалузији (gaita gastorena). Назив албока је изведен из арапске речи al-bûq (البوق) што значи труба или рог. Инструмент који је претходио албоки је направљен од једне трске, рупама малог пречника за прсте и звона традиционално направљеног од животињског рога. Потиче од инструмента идиоглот са једном трском који је пронађен у Египту 2700. године пре нове ере. Током Старог краљевства мемети су били приказани на рељефима седам гробница у Сакари, шест гробница у Гизи и пирамидама краљице Кенткаус. Свирачи инструмента би дували у рог како би активирали трску уместо да је држе у устима. Албока, за разлику од овог инструмента, има две луле од трске, дрвену дршку и рог на сваком крају. Верује се да потиче од мароканске дупле луле за рог која има две цеви од трске од којих је свака опремљена крављим рогом. Основана је у Шпанији крајем 13. века и приказана је у Александровој песми и преживелим средњовековним скулптуралним црквеним украсима. Познати свирачи албоке су Ибон Котерон и Алан Грифин.

## Галерија
- Албока на столу.
- Дијаграм албоке на баскијском језику.
- Средњовековна слика двојице албокаша.
- Албока која стоји усправно.